# 山口直勝
山口 直勝（やまぐち なおかつ）は、江戸時代後期の旗本。石高は3000石。官位は従五位下相模守。

## 略歴
山口直清の子として誕生。母は山口直承娘・嘉智子。
寛政10年（1798年）5月4日、17歳で父の遺跡を継ぐ。文化10年（1813年）6月より火災巡視を務め、文化13年（1816年）12月には中奥小姓となる。文政2年（1819年）12月に従五位下相模守に叙任される。文政8年（1825年）9月に死去。
宇和島藩主伊達宗城、伊予吉田藩主伊達宗孝の父として有名であるが、その他の実績等は文献に乏しい。
『鶴鳴余韻』（伊達家家記編輯所編纂の宇和島藩主の伝記）によれば、画家・渡辺崋山の門人であったという。

## 系譜
- 父：山口直清（1759-1798）
- 母：嘉智子 - 山口直承娘
- 室：沢木氏
- 室：蒔田広朝娘
  - 次男：伊達宗城（1818-1892） - 伊達寿光の養子、伊達宗紀の養子
  - 三男：伊達宗孝（1821-1899） - 伊達宗翰の養子
- 生母不明の子女
  - 長男：山口直信 - 旗本、伊予吉田藩主伊達宗敬の実父